# فرودگاه مییاکجیما
فرودگاه مییاکجیما (به انگلیسی: Miyakejima Airport) یک فرودگاه همگانی با کد یاتا MYE است که یک باند فرود آسفالت بتن دارد و طول باند آن ۱۲۰۰ متر است. این فرودگاه در شهر میاکجیما کشور ژاپن قرار دارد .

## شرکت‌های هواپیمایی و مقصدهای پروازی
| شرکت‌های هواپیمایی                           | مقصدهای پروازی       |
| ------------------------------------------- | -------------------- |
| Japan Airlines اجرا توسط Japan Air Commuter | هانه‌دا (Coming Soon) |
| New Central Airservice                      | چوفو، توکیو          |
| Toho Air                                    | میکوراجیما، اوشیما   |